# PVL–106 Maru
Az PVL–106 Maru (ex. Viima) az Észt Határőrség finn gyártmányú kutató-mentő hajója volt. 1994-ben került Észtországba. Napjainkban múzeumhajó.

## Története
A hajót 1964-ben építette a Oy Laivateollisuus Ab hajógyár Turkuban. Ez volt ennek a típusnak az egyetlen elkészített példánya. A Finn Határőrség állítottak szolgálatba Viima néven. Elsősorban a Botteni-öbölben járőrözött. Finnországban 1995-ben kivonták a szolgálatból és átadták Észotszágnak.
Az Észt Határőrség PVL–106 hadrendi jelzéssel és Maru néven állította szolgálatba mint tengeri kutató-mentő hajó. A PVL–105 Tormmal együtt részese volt az Észtország és Lettország között 1995-ben a Rigai-öböl halászati jogai miatt kirobbant, sprotniháború néven ismert konfliktusnak.
Az elavult és kiöregedett hajót 2010-én vonták ki, majd az Észt Tengerészeti Múzeumnak adták. 2012 óta a Hidroplánkikötőben horgonyoz üzemképesen. Csak előzetes bejelentés alapján látogatható.